# سیارک ۹۱۷

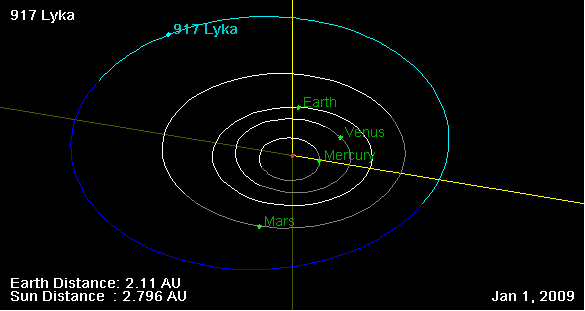
نمایی از محل قرارگیری سیارک ۹۱۷ در مدار – ۲۰۰۹

سیارک ۹۱۷ (به انگلیسی: 917 Lyka، نامگذاری:1915S4) نهصد و هفدهمین سیارک کشف شده‌است که در ۵ سپتامبر ۱۹۱۵ و در رصدخانه سایمیز کشف شد.
قدر مطلق سیارک برابر ۱۱٫۰۰ است.